# Chessa Field
Le Chessa Field, auparavant connu sous le nom d'Ohio Soccer Field, est un stade omnisports américain (servant principalement pour le soccer) situé dans la ville d'Athens, dans l'Ohio.
Le stade, doté de 1 000 places et inauguré en 1997, sert d'enceinte à domicile à l'équipe universitaire de l'Université de l'Ohio des Bobcats de l'Ohio (pour le soccer féminin).

## Histoire
La construction du stade débute en 1996 pour s'achever un an plus tard. Le match d'inauguration a lieu le 6 septembre 1997 lors d'une victoire 2-0 des Bobcats de l'Ohio sur les Penguins de Youngstown State (dans ce qui est le premier match de soccer féminin de l'histoire de l'Université de l'Ohio).
À ses débuts, le stade sert pour des matchs de hockey sur gazon et de crosse.
En 2003, plusieurs rénovations ont lieu au stade grâce à un don de 60 000 $ du jardinier de l'Université de l'Ohio Scott Blower et de son épouse Crista. Ces rénovations (effectuées par l'entreprise Buckeye Lawn & Landscaping, une filiale d'Oheil Site Solutions) permettent l'établissement d'un nouveau terrain, de nouveaux gradins de 1 000 places assises, d'une nouvelle salle de presse, d'un nouveau tableau d'affichage.
Le stade est nommé en hommage à Chessa Blower, la fille (de huit ans en 2003) de Scott et Crista Blower.
En 2015 sont entamées de nouvelles rénovations.